# Chauliodus danae
Chauliodus danae är en fiskart som beskrevs av Regan och Ethelwynn Trewavas 1929. Chauliodus danae ingår i släktet Chauliodus och familjen Stomiidae. Inga underarter finns listade i Catalogue of Life.